# Hoorzitting

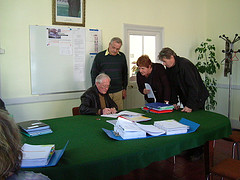
Hoorzitting vuilkuil in Rémilly (Nièvre), Frankrijk

Een hoorzitting of hearing is een zitting van (meestal) een overheidsinstelling (bijvoorbeeld een gemeenteraad), waarbij verschillende partijen en belanghebbenden hun mening kunnen geven (zij worden "gehoord").
Bij de 'klassieke' hoorzitting was er sprake van een overheidsorgaan dat van zijn burgers wilde weten hoe die over een bepaalde zaak dachten. Het idee daarbij was dat het overheidsorgaan dan beter met de wensen van de burger rekening kon houden. Die klassieke hoorzitting komt ook nog wel voor. Deze zal in het algemeen openbaar zijn.
De hoorzitting heeft in Nederland tegenwoordig ook een wettelijke regeling in de Algemene wet bestuursrecht. Die wet geeft regels hoe een bestuursorgaan tot een besluit kan komen. Bij bepaalde besluiten moeten belanghebbenden, ook wel genoemd de bezwaarde, al van tevoren in de gelegenheid gesteld worden om hun ideeën, de wet spreekt over zienswijze kenbaar te maken. Dat kan schriftelijk, maar dat kan ook mondeling, in welk geval er sprake is van een hoorzitting.
De hoorzitting waarbij deze bezwaarde dan de gelegenheid heeft een door hem ingediend bezwaarschrift mondeling verder toe te lichten vormt een essentieel onderdeel van de bezwaarprocedure. Het bestuursorgaan dat het bezwaarschrift behandelt kan, gelet op dit uitgangspunt, dan ook niet zonder meer voorbijgaan aan een bericht dat hij verhinderd is te verschijnen, indien dit een tijdige en gemotiveerde mededeling van de bezwaarde betreft, dat hij verhinderd is te verschijnen op een hoorzitting die wordt gehouden op een eenzijdig door het bestuursorgaan vastgesteld tijdstip. Dit geldt ook als het bestuursorgaan de hoorzittingen plant in een schema en mede afhankelijk is van een externe voorzitter van de bezwarencommissie. Ook een bezwaarschrift tegen het niet daadwerkelijk horen is mogelijk.
Nadat er een besluit is genomen door een bestuursorgaan kan meestal bezwaar gemaakt worden tegen zo'n besluit. In de bezwaarprocedure is het beleggen van een hoorzitting verplicht, tenzij volledig aan het bezwaar tegemoet wordt gekomen of de bezwaarmaker te kennen heeft gegeven geen behoefte te hebben aan een hoorzitting.

## Openbare hoorzittingen in Nederland

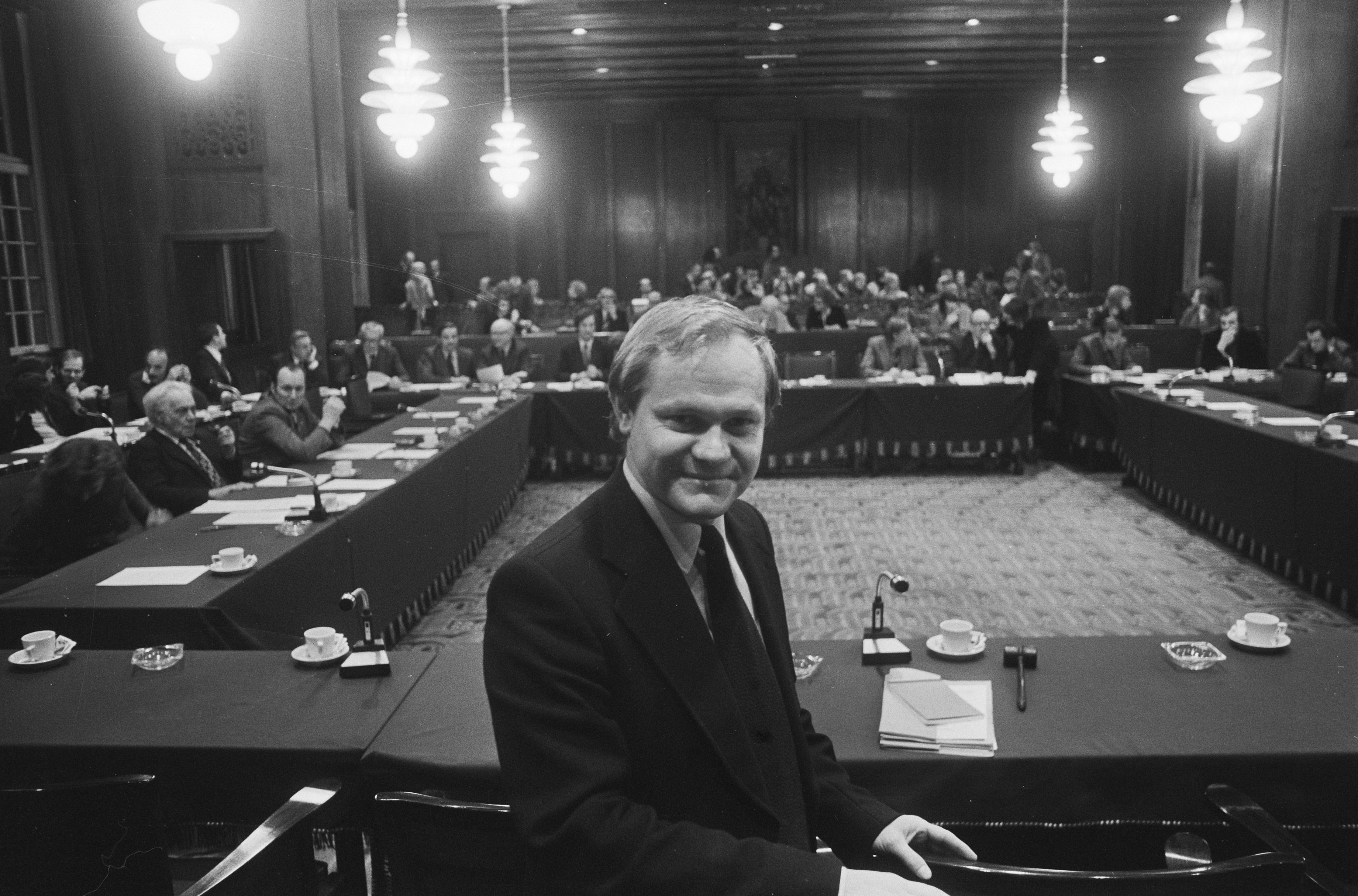
Hoorzitting koopavond in Amsterdam stadhuis; wethouder Cees de Cloe (voorzitter hoorzitting) en vertegenwoordiger van het bedrijfsleven (28 januari 1975)

Soms, als er weinig publiek aanwezig is, vindt tevens een discussie plaats. Dit is echter niet wettelijk verplicht. Vaak hebben namelijk al eerdere bijeenkomsten plaatsgevonden, waarbij informatie uitgewisseld kon worden over de plannen. Bij grotere bijeenkomsten wordt daarom alleen het commentaar van de aanwezigen gehoord. Van de hoorzitting worden notulen gemaakt. Bij het nemen van een besluit weegt het bevoegd gezag de opmerkingen die tijdens de hoorzitting zijn gemaakt mee, en zal daar ook inhoudelijk op in gaan. Het genomen besluit staat open voor bezwaar en beroep.